# Segunda Divisão 2018 (São Tomé und Príncipe)
Die Segunda Divisão de São Tomé 2018 war die zweithöchste Spielklasse im Fußball auf der Insel São Tomé, einem Teilstaat des afrikanischen Inselstaates São Tomé und Príncipe. Die Saison wurde mit zehn Mannschaften ausgetragen. Jede Mannschaft absolvierte 16 Spiele in einer Hin- und Rückrunde.
| Pl.                    | Verein                     | Sp. | S  | U | N  | Tore    | Diff. | Punkte |
| ---------------------- | -------------------------- | --- | -- | - | -- | ------- | ----- | ------ |
| 1.                     | Desportivo Palmar Lusitano | 16  | 10 | 4 | 2  | 023:110 | +12   | 34     |
| 2.                     | UD Amadora                 | 16  | 8  | 5 | 3  | 022:140 | +8    | 29     |
| 3.                     | Santana FC                 | 16  | 7  | 5 | 4  | 029:230 | +6    | 26     |
| 4.                     | CD Guadalupe               | 16  | 5  | 7 | 4  | 028:210 | +7    | 22     |
| 5.                     | UD Correia (A)             | 16  | 6  | 4 | 6  | 022:210 | +1    | 22     |
| 6.                     | UDESCAI (A)                | 16  | 5  | 5 | 6  | 021:230 | −2    | 20     |
| 7.                     | Desportivo Otótó (N)       | 16  | 4  | 5 | 7  | 018:200 | −2    | 17     |
| 8.                     | Ribeira Peixe              | 16  | 4  | 4 | 8  | 015:240 | −9    | 16     |
| 9.                     | GD Cruz Vermelha (N)       | 16  | 3  | 7 | 6  | 017:290 | −12   | 16     |
| 10.                    | Oque d'El Rei              | 16  | 4  | 2 | 10 | 015:240 | −9    | 14     |
| Stand: Saisonende 2018 |                            |     |    |   |    |         |       |        |

Platzierungskriterien: 1. Punkte – 2. Tordifferenz – 3. geschossene Tore